# Middleborough (Massachusetts)
Middleborough é uma vila localizada no condado de Plymouth no estado estadounidense de Massachusetts. No Censo de 2010 tinha uma população de 23.116 habitantes e uma densidade populacional de 123,69 pessoas por km².

## Geografia
Middleborough encontra-se localizado nas coordenadas 41° 52′ 41″ N, 70° 52′ 09″ O. Segundo o Departamento do Censo dos Estados Unidos, Middleborough tem uma superfície total de 186.89 km², da qual 178.9 km² correspondem a terra firme e (4.27%) 7.99 km² é água.

## Demografia
Segundo o censo de 2010, tinha 23.116 pessoas residindo em Middleborough. A densidade populacional era de 123,69 hab./km². Dos 23.116 habitantes, Middleborough estava composto pelo 95.22% brancos, o 1.56% eram afroamericanos, o 0.24% eram amerindios, o 0.74% eram asiáticos, o 0.02% eram insulares do Pacífico, o 0.64% eram de outras raças e o 1.59% pertenciam a duas ou mais raças. Do total da população o 1.59% eram hispanos ou latinos de qualquer raça.